# Islas flotantes de los uros

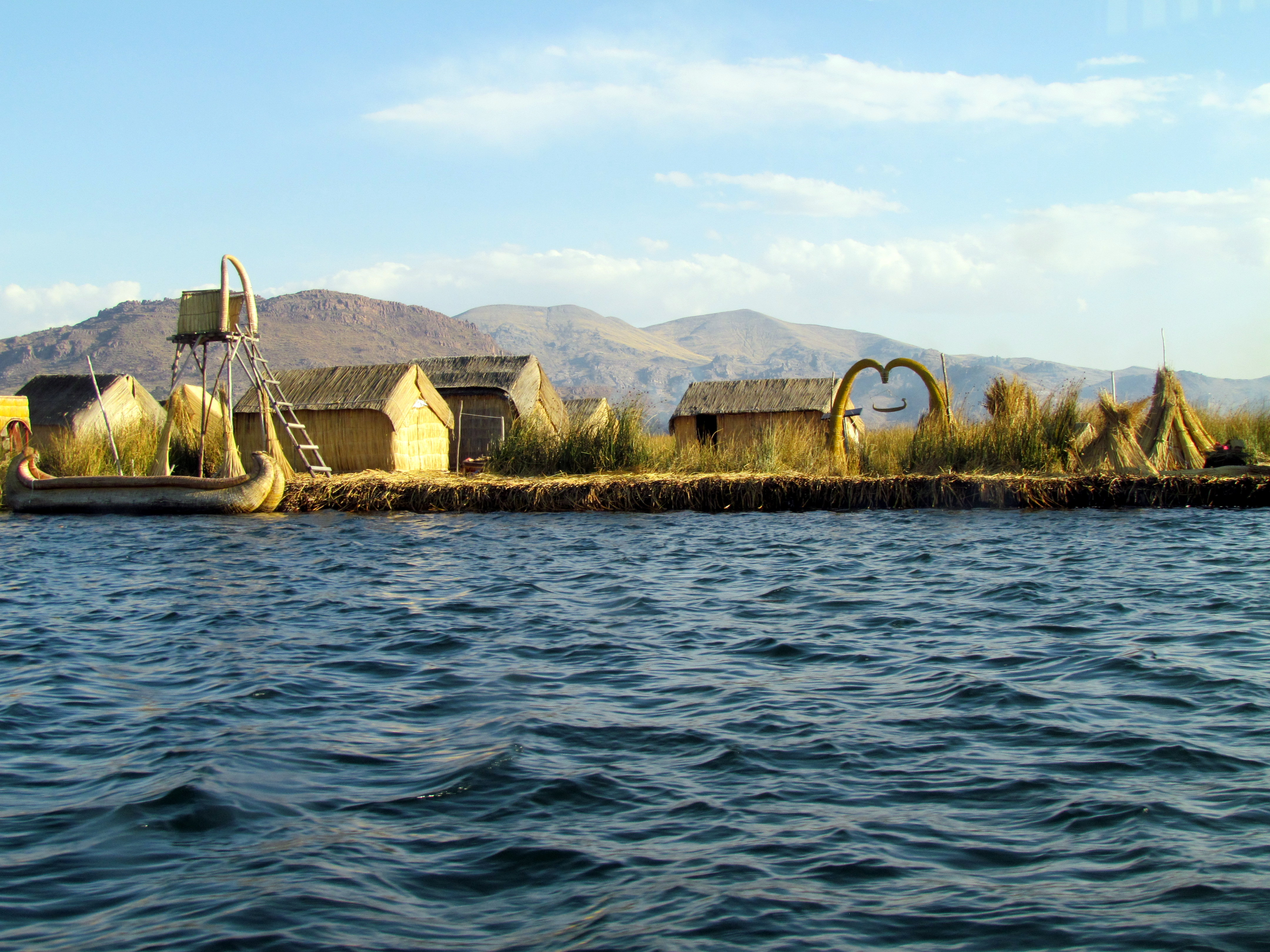
Islas flotantes de Uros construidas a orillas del lago Titicaca.

Las islas flotantes de los Uros son un conjunto de superficies artificiales habitables construidas de totora, una planta acuática que crece en la superficie del lago Titicaca. Las islas se yerguen sobre una porción de la superficie del lago Titicaca, se sobreponen a bloques de raíces de Totora sobre las cuales se tienden capas sucesivas de totora tejida o entrelazada en esteras. Sus habitantes, los uros, son un pueblo ancestral que actualmente se concentra en la meseta del Collao y en Perú en las islas flotantes ubicadas en la bahía de Puno.
Su subsistencia se basa en la cultura ancestral ligada al lago, basada en los múltiples usos dados a la totora que brota del fondo y la pesca, hace más de 2562 años.
Estas islas artificiales se crean tejiendo las totoras en las zonas en donde crece más densa, formando una capa natural a la que los uros denominan khili; sobre esta capa construyen sus viviendas, también de una malla tejida de totora a la que denominan "estera". Cada vivienda está compuesta por una sola habitación. Cocinan al aire libre para evitar incendios.
En el Perú existen más de 20 islas de la etnia uro chulluni. El número de familias que ocupan una isla es variable, pero en general oscila entre tres y diez. Entre las principales islas, destacan: Tupiri, Santa María, Tribuna, Toranipata, Chumi, Paraíso, Kapi, Titino, Tinajero, Sol, Luna y Negrone.
En marzo del 2007, la etnia uro irohito inicia la construcción de 4 islas en la zona boliviana. Así, la primera isla flotante de totora en Bolivia denominada Pachakamak, ve la luz, seguidas de Phuwa, Balsa Hampus e Inti Huata, gracias a un plan turístico dirigido desde La Paz.

## Etimología
El término «uros» proviene de la palabra aimara «qhana uru» («qhana» quiere decir claro; «uru» significa día, por lo tanto significa día claro).[cita requerida]
«Uri», que significa indómito, chúcaro, bravo, por lo que los uros fueron uri urus, es decir hombres indómitos, claros y salvajes, descendientes de un grupo étnico llamado «qapi», cuya lengua era el pukina, hoy extinta. Actualmente los habitantes de los uros hablan el aimara.[cita requerida]

## Geografía

### Ubicación
Las islas flotantes de los uros se encuentran al oeste del lago Titicaca, y al noreste de Puno, entre los paralelos 15° 50' de longitud oeste del meridiano de Greenwich, a una altitud de aproximadamente 3810 m s. n. m., a 7 km de la ciudad de Puno.

### Límite

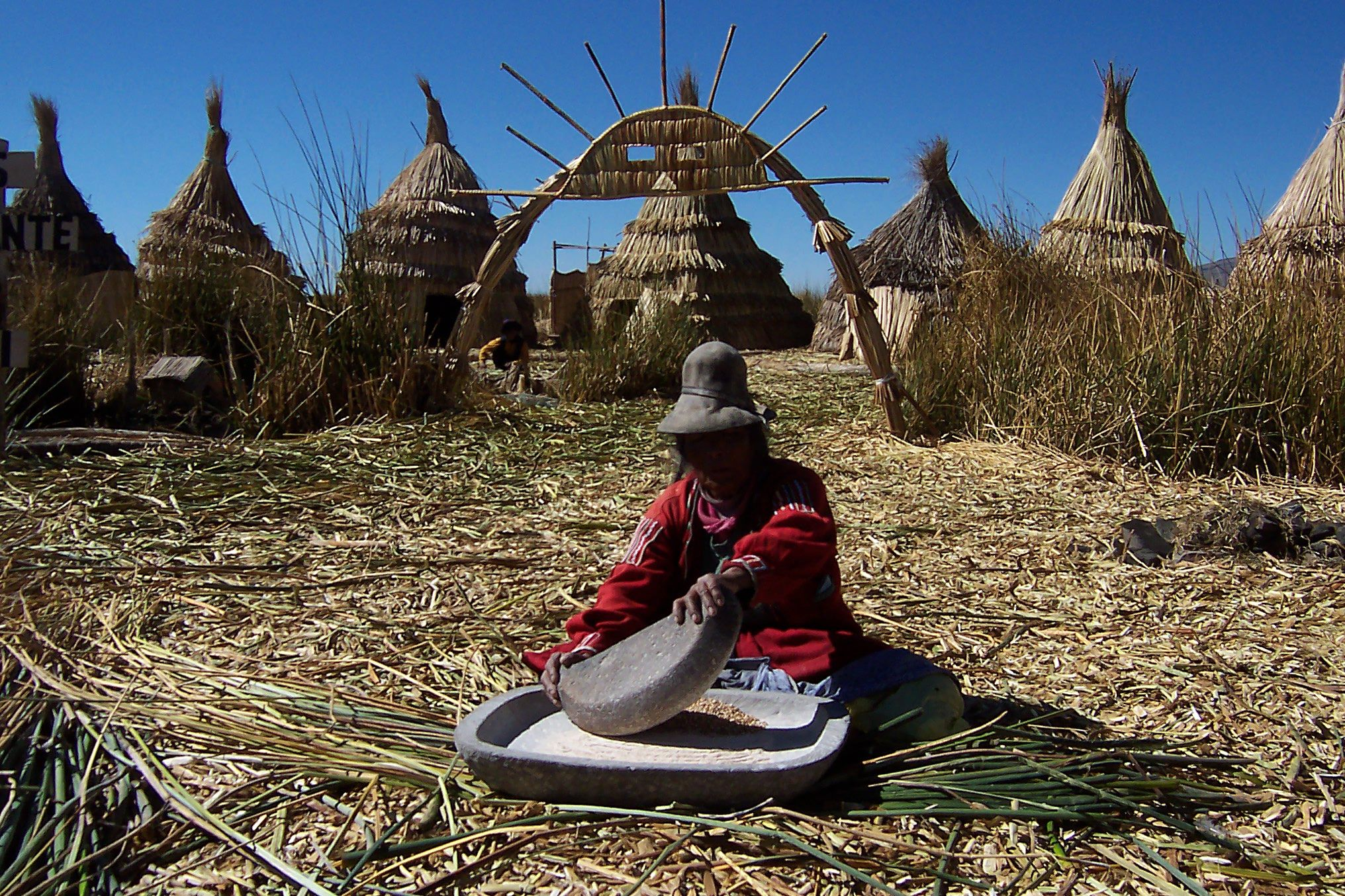
Nativa Uru moliendo maíz sobre su isla de Totora.

Las islas flotantes de los Uros se limitan de la siguiente manera:
- Por el Norte distritos de Coata y Huata
- Por el Sur con la Comunidad de Chimu y Ojerani
- Por el Este Con penínsulas de Capachica y Chucuito
- Por el Oeste isla Esteves y Uros Chulluni

### Altitud
Las islas flotantes de los uros se encuentran en la bahía de Puno, a una altitud aproximada de 3810 metros sobre el nivel del mar.

### Clima

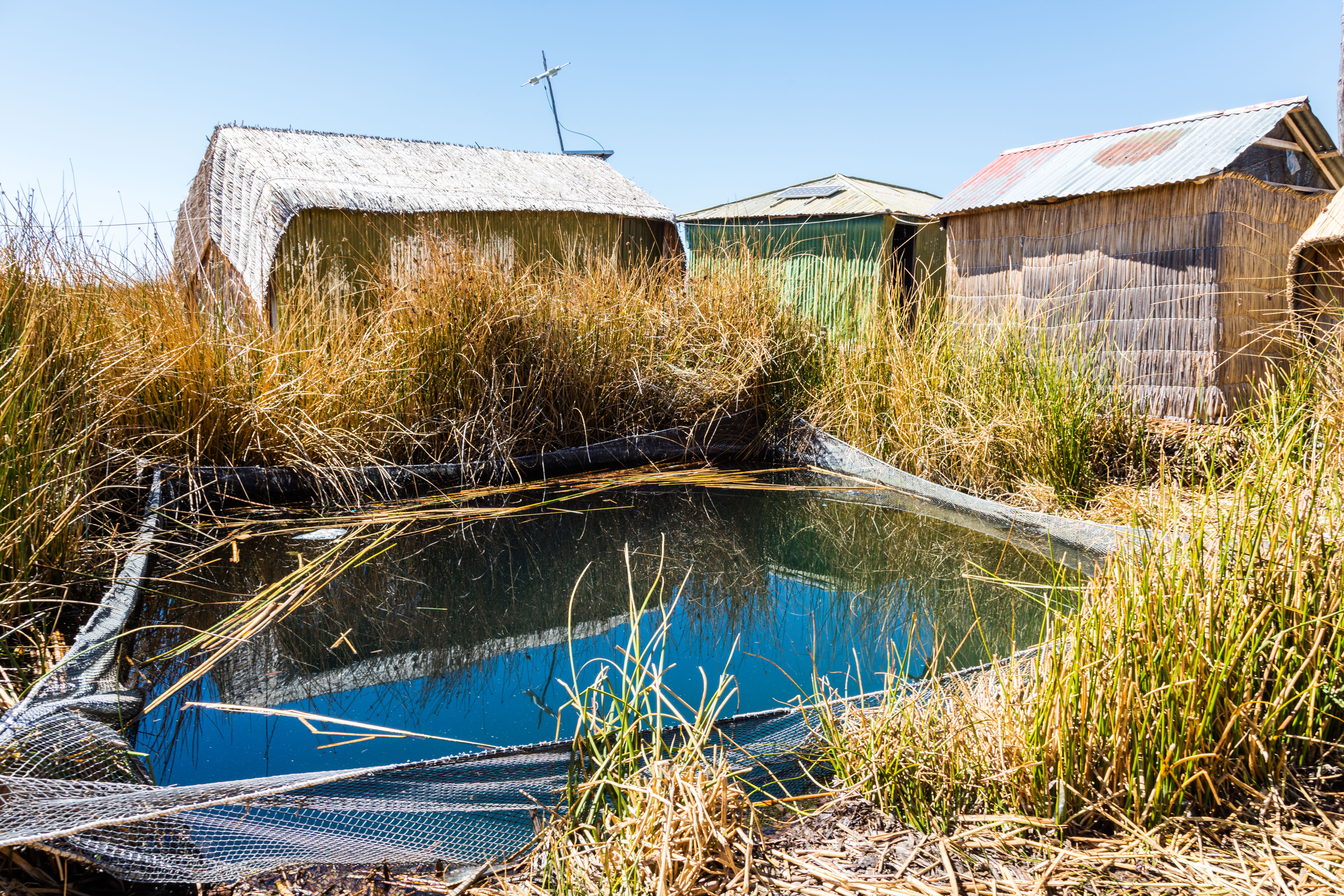
Charca en una isla para la pesca.

La zona de las islas flotantes de los uros tiene un clima frío y seco, con una temperatura máxima de 20 °C.
Al ser una zona periférica, el lago desempeña una función termorreguladora, lo que permite una mayor producción agrícola en las zonas que lo rodean.
En verano, las precipitaciones pluviales están acompañadas de fuertes vientos y oleaje en la tardes. La exuberante vegetación y las fuertes precipitaciones esporádicas, provocan a menudo inundaciones, mientras que en invierno las noches son frías y en el día la luz solar es muy intensa.

### División política

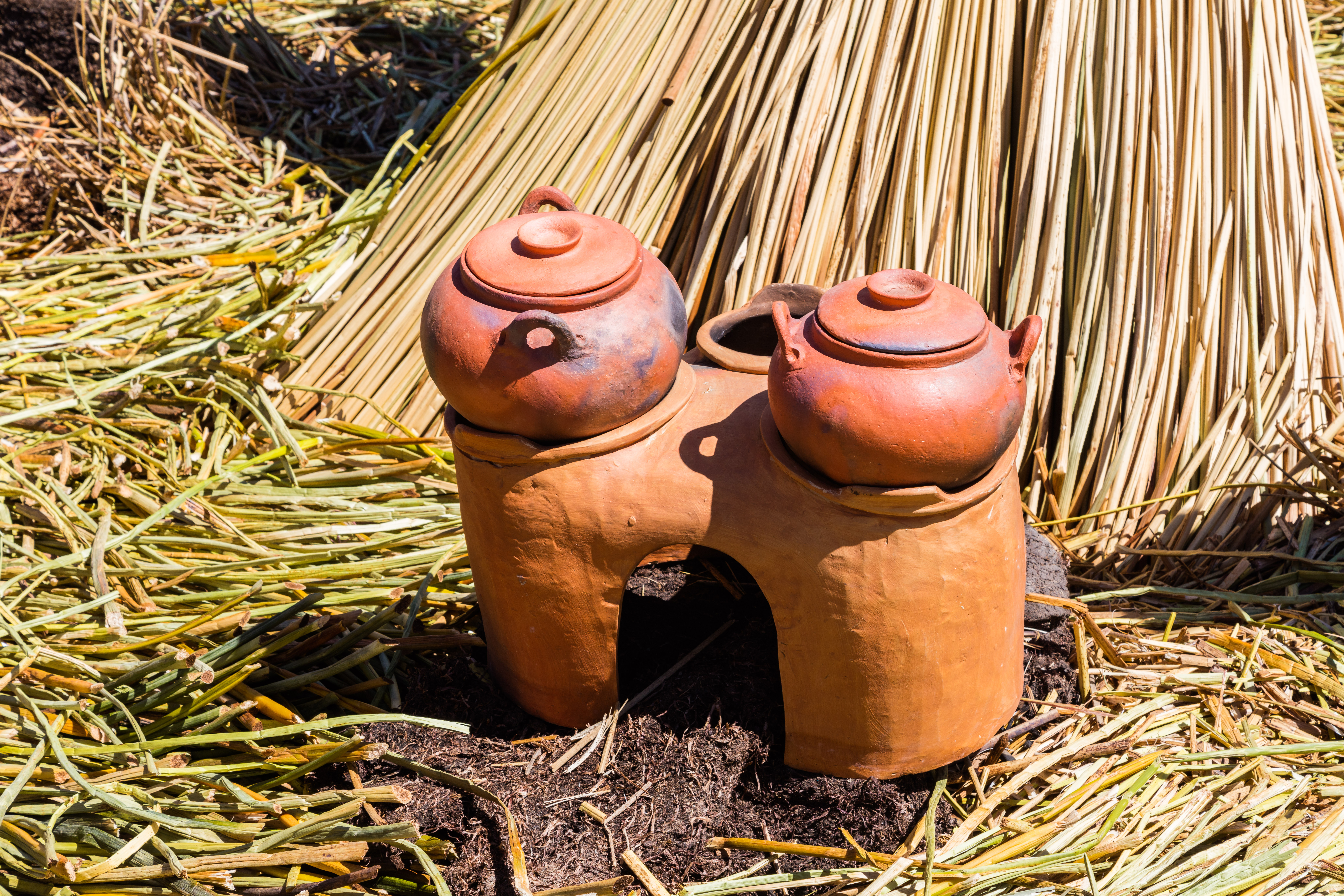
Horno para la cocción utilizado en las islas.

Las islas flotantes de los uros son 90 islas divididas en dos sectores:
- Sector de Urus Chulluni.
- Sector de las islas fl

### Aspecto hidrográfico

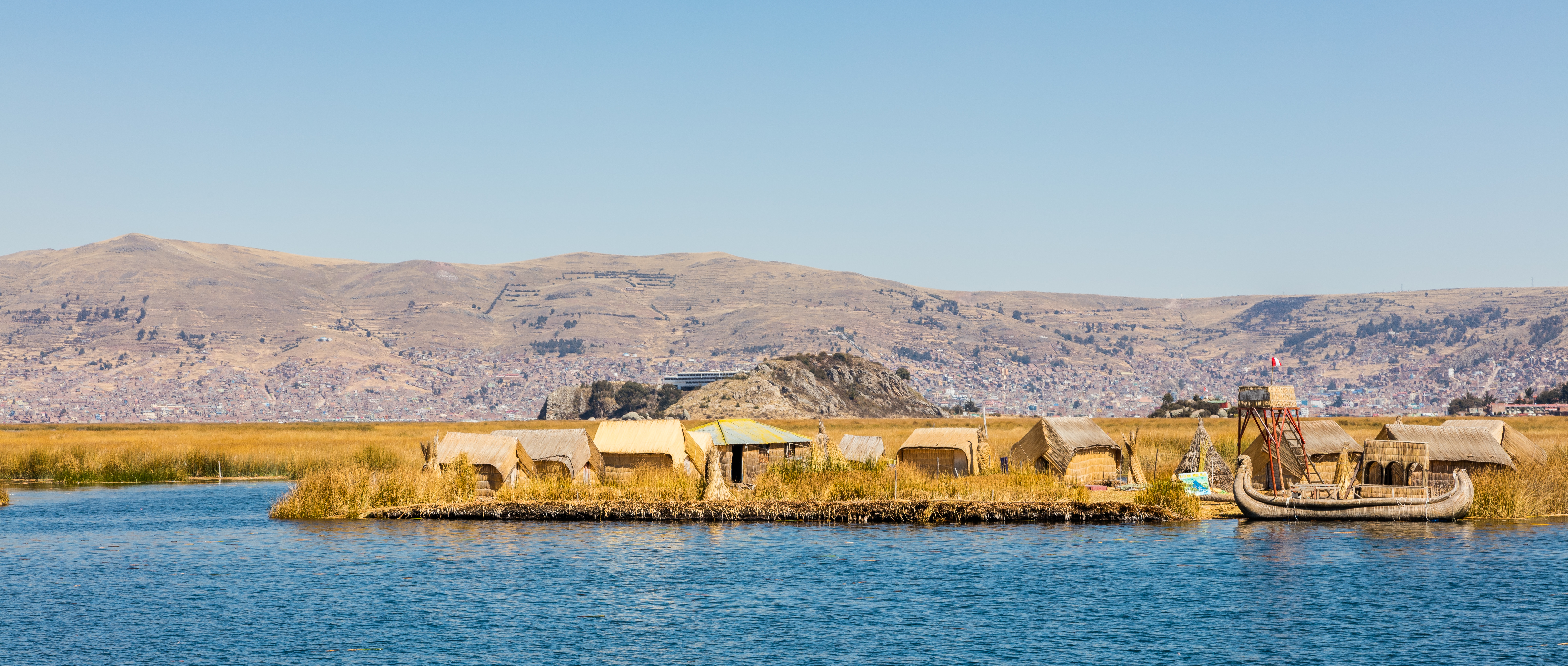
Vista general.

Este sistema es la joya de la cuenca del lago Titicaca mide 204 km de largo y 65 km de ancho, ocupando 8.562 km², de los cuales 4.772 km² corresponden al Perú y 3.790 km² a Bolivia. Está situado a una altitud de 3810 m s. n. m., el lago es particularmente transparente (15-65 m) y la calidad de la luz es excepcional, las montañas parecen estar muy cerca. El color del agua es azul.
La cuenca del lago está alimentada por cinco ríos: Ramis, Coata, Huancané, Suches, Desaguadero y el lago Slipper y la laguna Wiñamarca. Cuenta con 36 islas e islotes, siendo las más importantes Taquile, Amantaní y Soto en Perú, mientras que el Sol y la Luna, en Bolivia. También son importantes en su periferia como penínsulas de Capachica y Chucuito (sector peruano) y Copacabana y Unanta (sector boliviano). Copacabana está unido al territorio peruano por el istmo de Yunguyo. Finalmente presentan golfos como Pomata (sector peruano) y Achacachi (sector boliviano). Hay 23 lagos que rodean el Lago Titicaca, incluyendo los siguientes; Arapa Umayo Saracoha, Amanta, Contarsaya y Salinas.

### Temperatura
En verano oscila entre 13,3 y 20 °C, en invierno es de 10,5 y 8 °C.

## Biodiversidad

### Flora

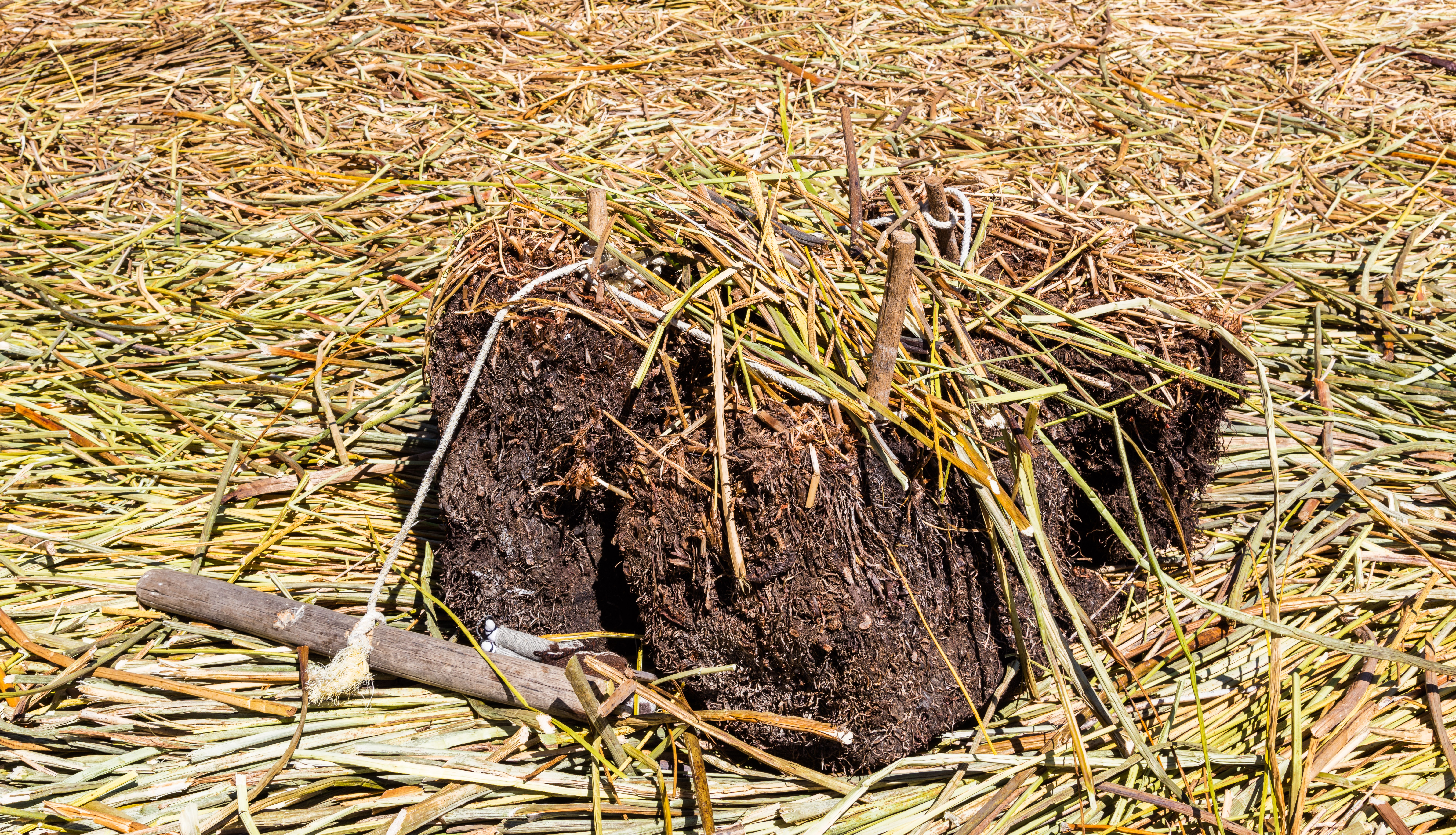
Aspecto de las islas bajo la capa de totora.

Las islas flotantes de los Uros son parte de la Reserva nacional del Titicaca, construidas con base en las cañas de totora mismas que favorecen el equilibrio del ecosistema y el hábitat de las poblaciones de aves silvestres que habitan en el lago. Las raíces de las espadañas crecen en tierras fangosas cubiertas por la masa de agua y el tallo bajo el agua es de color blanco y se trata a la luz sobre el sol es de color verde, su raíz se conoce como Sacca, que se conoce como la flor y el vástago hauricolla Cchullo. Otras especies presentes en la vida cotidiana de los Uros son:
- El llacho (Elodea, Meriophyhum patamogetum) está distribuido en partes poco profundas del lago, es un recurso alimenticio que mantiene la producción de ganado y sus productos derivados.
- El grano de agua (Lens esculenta) es una presencia frecuente de macrófitos flotante en aguas de nitrógeno, potasio y fósforo, su presencia masiva provoca un impacto negativo ya que estos componentes derivados de las aguas residuales o contaminada.

### Fauna

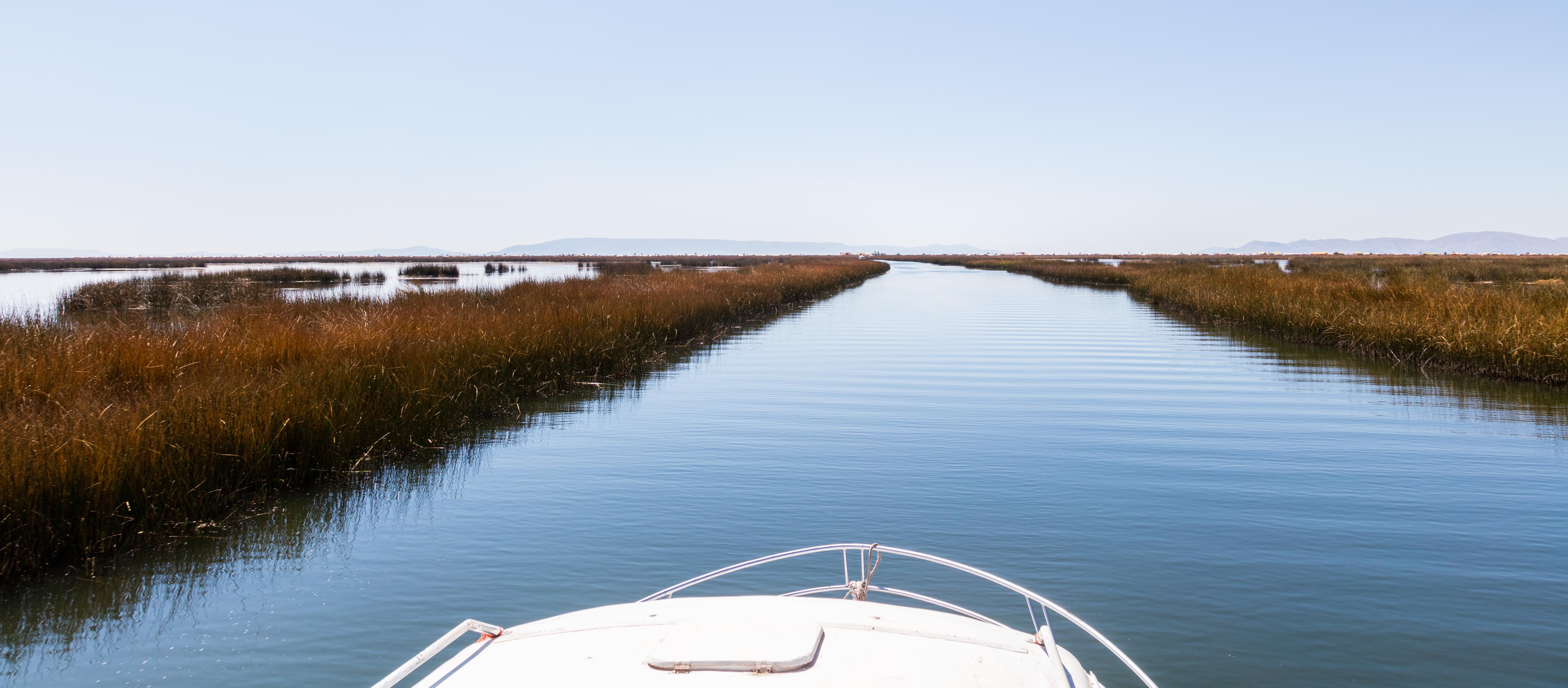
Navegación en el Titicaca.

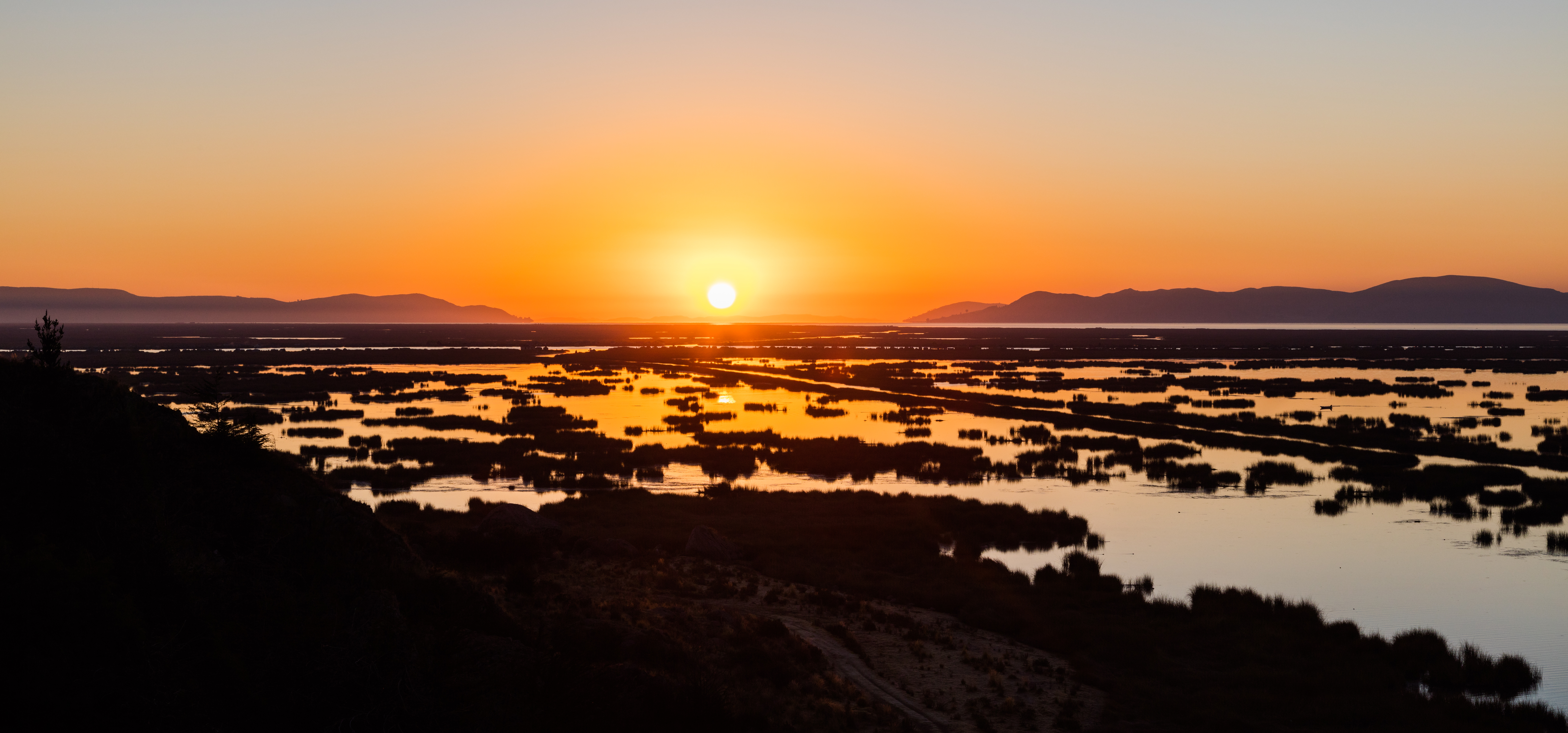
Amanecer en el lago Titicaca.

Peces nativos forman parte de la dieta de los habitantes de las islas flotantes Uros así como de las comunidades circunlacustres. Varios de ellos se venden en los mercados locales de Puno y Juliaca. Especies de peces nativos son los siguientes:
- Carachi Blanco 			(Orestias albus)
- Carachi Pequeño o enano (Orestias olivaceus)
- Carachi amarillo 			(Orestias Luteus)
- Carachi Negro 			(Orestias Jusiei)
- Carachi gringo (Orestias mulleri)
- Ispi 					(Orestias ispi)
- Mauri 				(Trichumectarus dispar)
- Boga (Orestias Pentaldii)
- Umantu 				(Orestias cuvieri)
- Suche (Trichomycterus rivulatus)

Existen también especies que han sido introducidas y que ya forman parte de la pesca y dieta usual de los Uros:
- Trucha 				(Salmo spp)
- Pejerrey 				(Odontesthes bonariensis)

Las aves del lago son un recurso que también es utilizado por los habitantes, para la comercialización como objetos decorativos y de estudio aplicándoles técnicas de taxidermia. Entre las especies más usuales para esta práctica se hallan:
- Garza blanca 			(Egretta alba)
- Garza gris Waqana, Martinete	(Nictycorax nicticorax)
- Garza azul 				(Agretta thula)
- Garza Buyera 			(Bubulcus Ibis)
- Gaviota, Qillwa 			(Larus serranus)
- Ganso andino, Wallata 		(Chloephaga melanoptera)
- Pato cerdo, Mijji 			(Phalacroconax alivaceus)
- Ibis Negro, Chuwankira 		(Plegadis redwayi)
- Gallareta gigante, Ajoya 		(Fulica gigate)
- Gallareta americana, Choca 	(Fulica ardesiaca)
- Gallareta común, Mototo 		(Pardirallus sanguinolentus)
- Pato andino, qaqato 		(Anas specluariodes)
- Pato andino, qaqana 		(Anas giorgica)
- Sutro Duck, encalla 		(Anas puna)
- Q'ñola 				(Centropelma micropterum)
- Gavilán 				(Parabuteo unicantus)

## Economía

### Artesanía

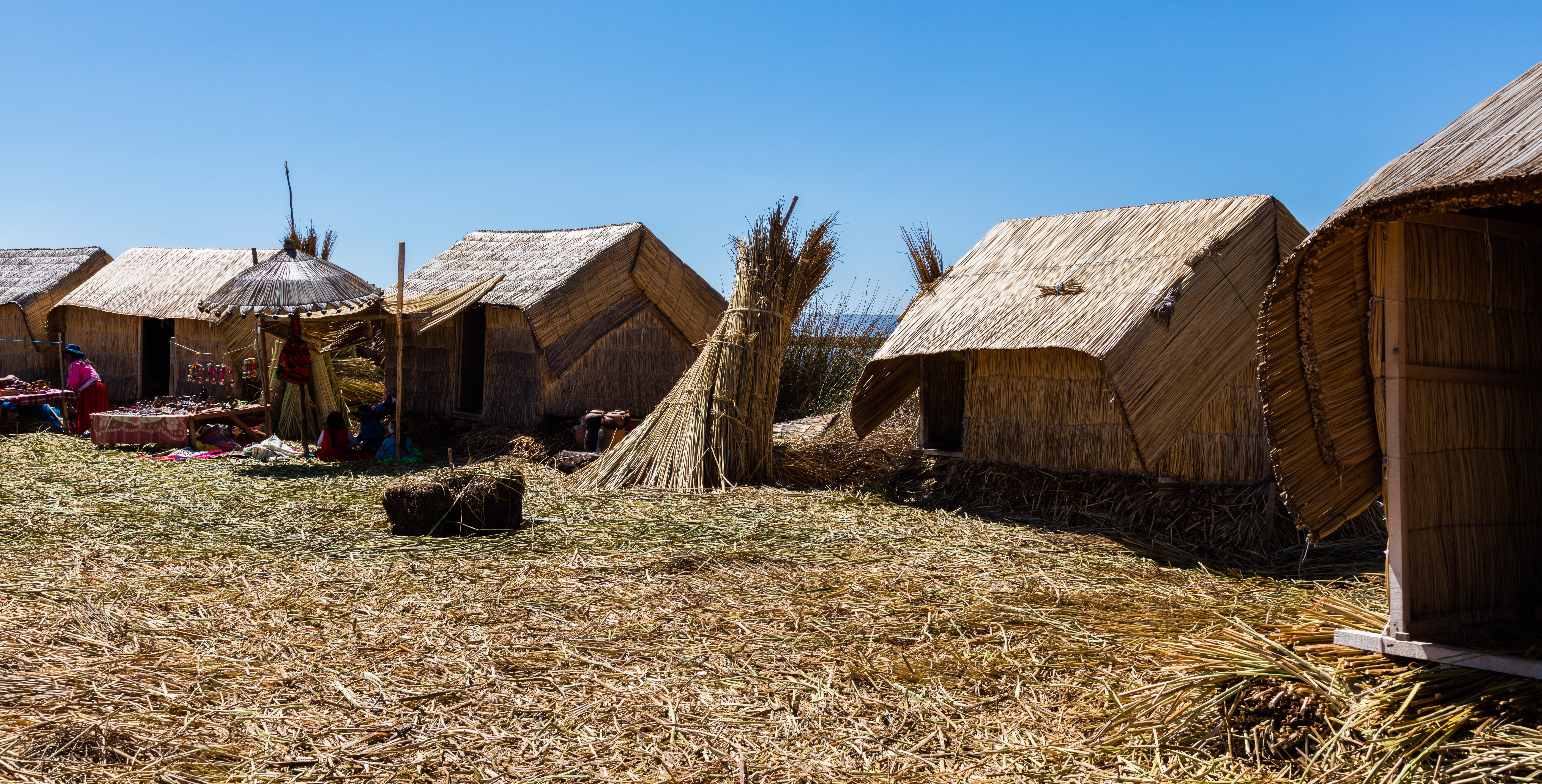
Conjunto de casas.

La producción de la artesanía tradicional es la actividad más importante para los habitantes de las islas flotantes de los Uros, la producción artesanal se comercializa en las Islas y tienen como destinatarios a los turistas nacionales e internacionales. La ropa y los objetos que se producen son: Chuspas, alfombras bordadas, bolsas bordadas, chullos, fajas. También se realizan trabajos en las cañas de totora, entre los trabajos más usuales con este material se hallan las balsas a escala, son importantes también las ya mencionadas aves conservadas mediante taxidermia.

### Turismo
En los últimos años el turismo en la región de Puno, se ha incrementado de manera significativa, incrementándose también las visitas a las islas flotantes de los Uros. En las islas se ha diversificado la oferta turística. Los servicios que se ofrecen son balsas de juncos a escala, paseos, artesanías, turismo vivencial, alojamiento básico y cocina. El desarrollo turístico de los uros ha avanzado con la educación de sus habitantes con oferta turística para un mercado tanto rústico como lujoso.

## Transporte

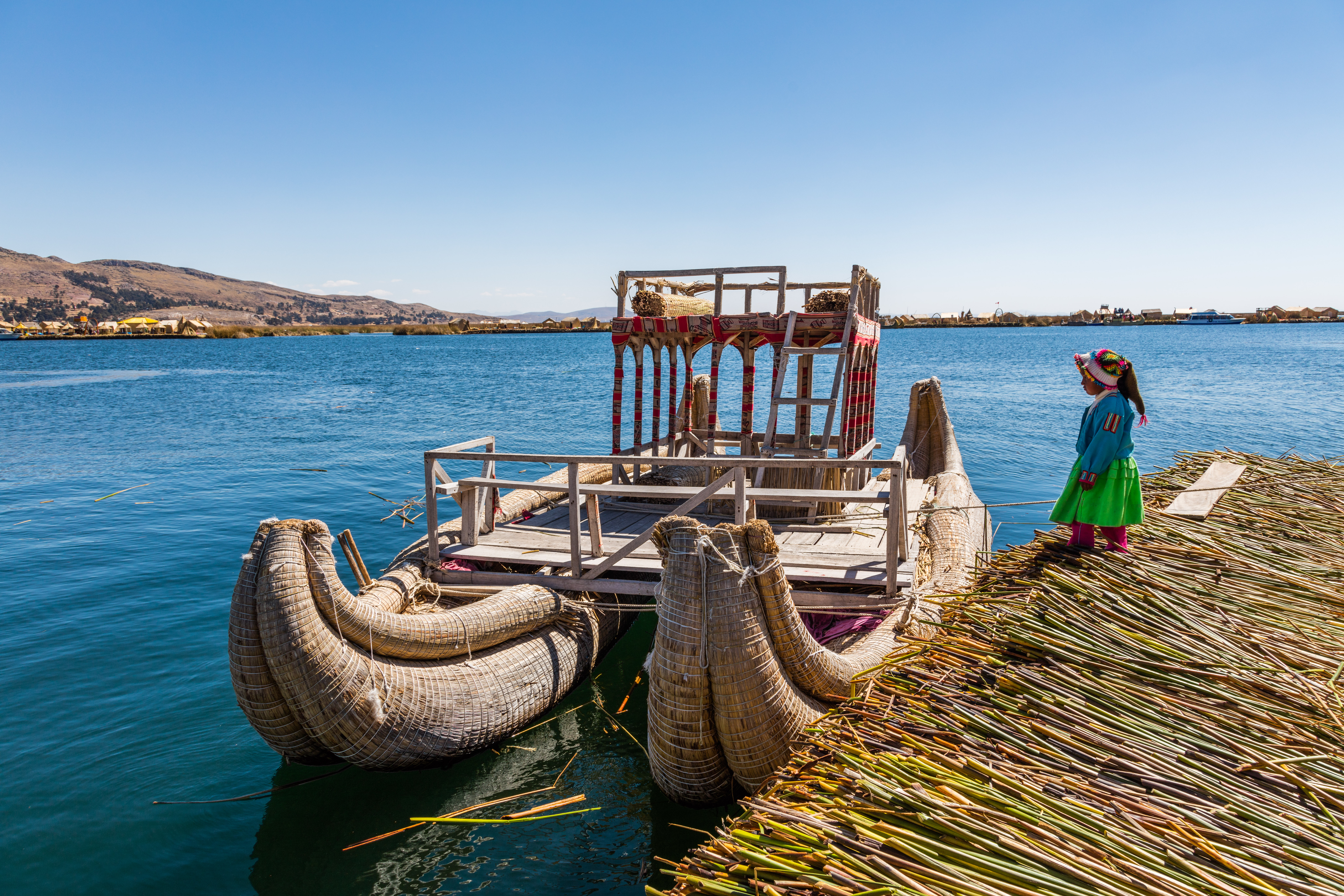
Barco uro.

Los medios de transporte que se utilizan son balsas y barcos, que llevan principalmente a la ciudad de Puno y del mismo modo hay comunicación esporádica entre Ichu, Huata, Capachica, Chucuito Península, entre otros.

## Población
Según la última encuesta, las Islas Uros tienen una población de 272 familias identificadas.

### Idioma
La lengua materna de los Uros es el puquina, hoy extinto. El aymara se impuso con el paso del tiempo y es la lengua de mayor uso, junto con el español. Se hablan también otras lenguas originales como el uruquilla, Chiw Luschi chun o ma uchun ("Nuestra lengua madre"), que hoy en día muy pocos ancianos conocen, y que se relaciona con el idioma chipaya de la provincia de Carangas del departamento de Oruro.
Entre 1931 y 1938 se contaba con un máximo de 100 hablantes de uruquilla, pertenecientes a 30 familias a orillas del río Desaguadero, pero a partir de 1950 solo unos pocos conocían la lengua. La mayoría de los Uros adoptaron el aymara y quechua, perdiendo así su lengua materna. Algunos sostienen que los Uros también podían hablar el idioma puquina además del suyo propio, por lo que hoy en día se le ha dado el mismo nombre, "pukina" a pesar de que son dos idiomas muy diferentes.

### Historia

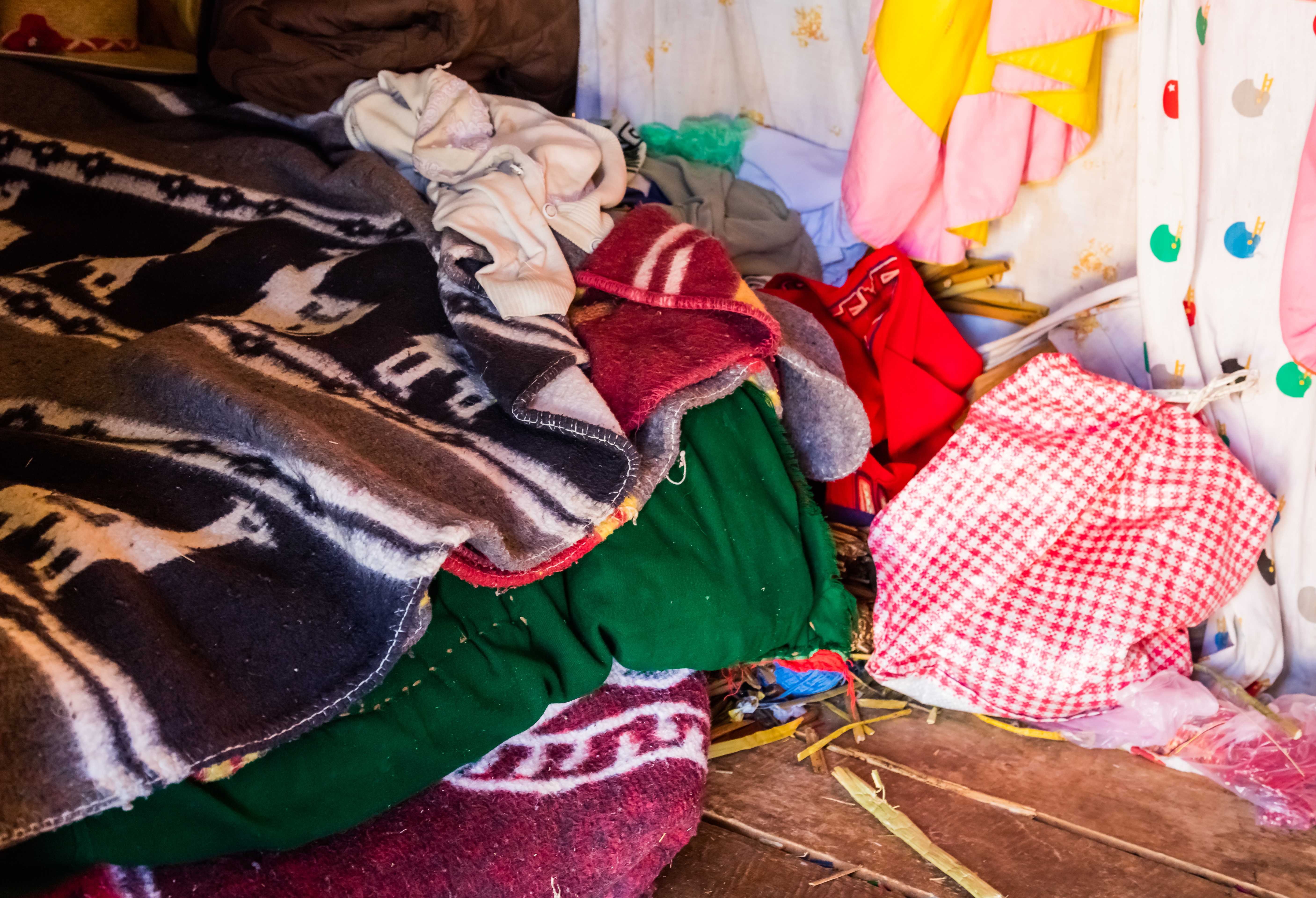
Interior de una cabaña de uros.

Los Uros, creadores de las islas flotantes, descienden de una tierra milenaria según las leyendas, son "pukinas" que hablan Uro o Pukina y que creen que son los dueños del lago y el agua. También se llaman a sí mismos "Lupihaques" (Hijos del Sol). Hoy en día, los Uros no hablan el idioma Uro, ni practican sus antiguas creencias, pero mantienen algunas costumbres antiguas.
Los Uros negocian con la tribu aimara en el continente, se casaban con ellos y, finalmente abandonaron la lengua Uro sustituyéndola por la de los aymaras. Hace unos 500 años que perdieron su lengua original. Cuando fueron conquistados por el imperio Inca, tributaban a ese imperio, y con frecuencia se hicieron esclavos.
Muchos escritores e historiadores señalan que los hombres Uros pertenecen a la región más antigua del Collasuyo. El arqueólogo polaco Arthur Posnansky afirmaba que los Uros, son quizá la raza más antigua del continente americano. La historia de las Islas flotantes es la historia del pueblo Uru.

### Vida tradicional

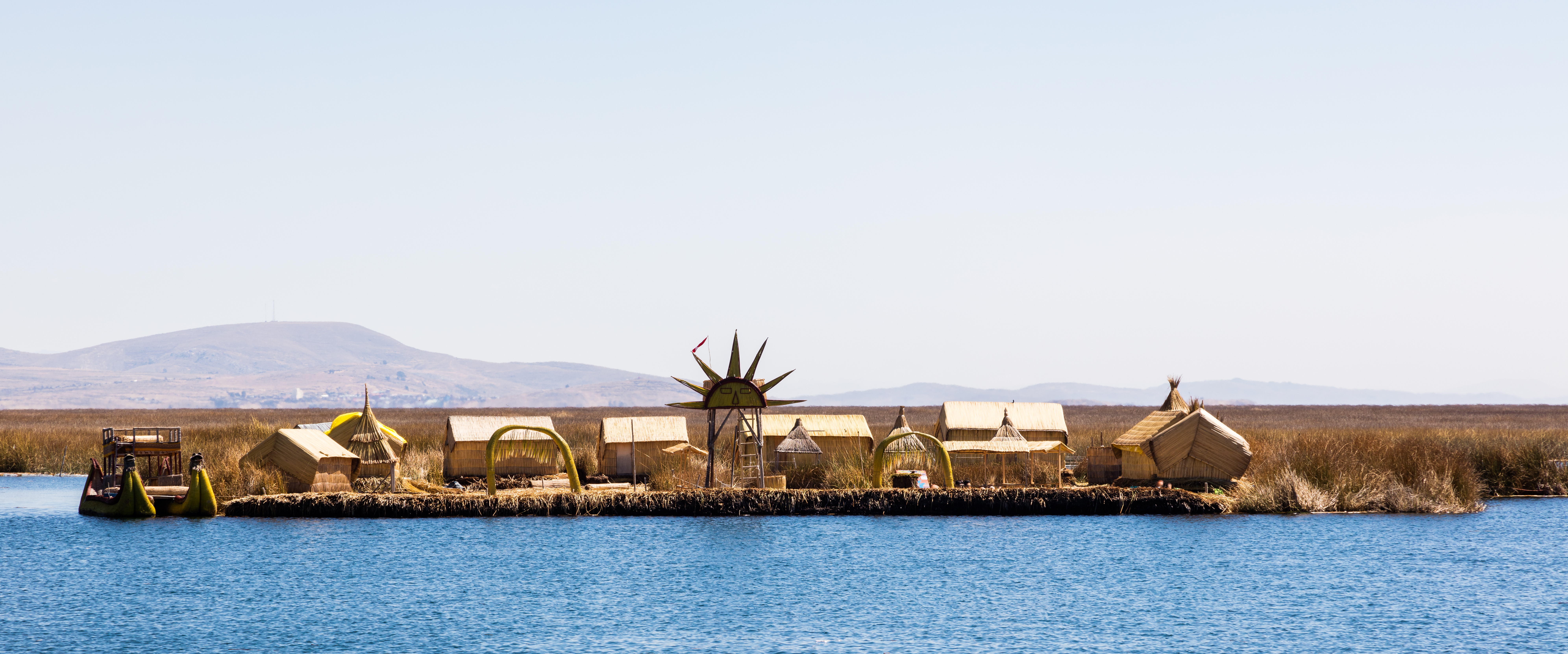
Vista de una isla.

Gran parte de la dieta y la medicina de los Uros también giran en torno a los mismos totora usadas para construir las islas. Cuando se tira de la caña, el fondo blanco se come a menudo para el yodo. Esto previene el bocio. Esta parte blanca de la caña se llama el chullo (Aymara). Al igual que los pueblos andinos del Perú dependen de la hoja de coca para el alivio de la dureza del clima y el hambre, los Uros se basan en las cañas de totora en la misma forma. Cuando en el dolor, la caña se envuelve alrededor del lugar en el dolor de absorberlo. Además, si hace calor afuera, ruedan la parte blanca de la caña en la mano, que se dividió abierto, colocando la caña en la frente. En esta etapa, es muy fría al tacto. La parte blanca de la caña también se utiliza para ayudar a aliviar las resacas relacionados con el alcohol. Es una fuente primaria de alimentos. También hacen un té de flor de caña.
Mantienen la tradición de la pesca artesanal, especialmente del carachi y el pejerrey, cuando la pesca es abundante y conservas de pescado secado al sol. También se dedican a la caza de aves silvestres.
Los residentes locales de pescado ispi, carachi y el pez gato. La trucha fue introducida en el lago de Canadá en 1940, y el jurel se introdujo en Argentina. Uros también cazan aves como gaviotas, patos y flamencos, y pastan su ganado en los islotes. También realizan artesanías puestos destinados a los numerosos turistas que la tierra en diez de las islas cada año. Ellos trueque totora en el continente en Puno para obtener productos que necesitan, como la quinua y otros alimentos.

### Salubridad
Salud pública: El control que tienen los pobladores para no enfermarse.

#### Sistema de desagüe que se utiliza en las islas
Para su sistema de desagüe los pobladores construyen otra isla pequeña, a donde ellos van para realizar sus necesidades, que luego es cubierta con cal. Es una isla cerca a donde ellos viven.
Además utilizan la cal para evitar que se produzca un olor desagradable y la contaminación de la isla.
Un dato importante es que utilizan estos lugares una vez al día, pero para esto antes deben de hacer uso de sus botes y remar hasta llegar a esta isla, esto se da porque el cuerpo de los uros ya se adaptó a este estilo de vida.

### Educación
El poblador uro antiguamente era analfabeto, ya que se hallaba internado en las profundidades del lago, en sus islas y desconocía la existencia de centros que impartían instrucción, por lo tanto no daban importancia a la educación de sus hijos.
En 1963 incursiona por primera vez la educación, propiciada por la “Misión Adventista del Lago Titicaca”, quienes crearon la primera escuela particular, respaldada por OFASA con apoyo alimentario para los alumnos internados.
Actualmente en el Centro Poblado Turística Uros Chulluni, se cuenta con varias escuelas de los diferentes niveles educativos:
1. Institución Educativa Primaria N° 70682 de Uros Torani Pata.
2. Institución Educativa Primaria N° 70052 de Ccapi Uros.
3. Institución Educativa Primaria N° 70803 de Ccapi Cruz.
4. Institución Educativa Primaria N° 70726 de Uros Tribuna.
5. Institución Educativa Primaria N° 70620 de Chulluni (tierra firme).
6. Institución Educativa Privada Adventista.
7. CESTA Uros chulluni (en tierra firme)
8. Centro de Educación Inicial (Chulluni)
9. PRONOEI Uros (wawa uta, inicial no escolarizado)